# Solwezi
Solwezi – miasto położone w północno-zachodniej Zambii. Jest ono zamieszkiwane przez 65 tys. ludzi i znajduje się na wysokości powyżej 1200 m n.p.m. Najliczniej zamieszkującym miasto plemieniem jest lud Kaonde.
Głównym źródłem dochodów miasta jest kopalnia miedzi Kansanshi, położona 14 km od miasta.